# Droga klasy G
Droga klasy G – droga główna – jedna z klas dróg publicznych według podziału wprowadzonego przez Rozporządzenie Ministra Transportu i Gospodarki Morskiej w sprawie warunków technicznych, jakim powinny odpowiadać drogi publiczne i ich usytuowanie (Dz.U. z 2016 r. poz. 124). Rozporządzenie określa jakie wymagania techniczne i użytkowe powinna spełniać droga tej klasy. Wymagania te uzależnione są od prędkości projektowej dla danej drogi. Dla klasy G dopuszcza się dwie prędkości projektowe na terenie zabudowanym: 50 i 60 km/h oraz trzy prędkości projektowe poza terenem zabudowanym: 50, 60 i 70 km/h. Drogi klasy G mogą należeć do kategorii dróg wojewódzkich; w wyjątkowych przypadkach również dróg krajowych, dróg powiatowych i dróg gminnych.
| Prędkość projektowa [km/h]                                                                          | Prędkość projektowa [km/h]                                                                          | Prędkość projektowa [km/h]                                                                          | 50      | 60      | 70      |
| --------------------------------------------------------------------------------------------------- | --------------------------------------------------------------------------------------------------- | --------------------------------------------------------------------------------------------------- | ------- | ------- | ------- |
| Najmniejsza szerokość drogi w liniach rozgraniczających [m]                                         | jednojezdniowej                                                                                     | 2 pasy ruchu                                                                                        | 25      | 25      | –       |
| Najmniejsza szerokość drogi w liniach rozgraniczających [m]                                         | dwujezdniowej                                                                                       | 4 pasy ruchu                                                                                        | 35      | 35      | –       |
| Najmniejsza szerokość drogi w liniach rozgraniczających [m]                                         | dwujezdniowej                                                                                       | 6 pasów ruchu                                                                                       | 45      | 45      | –       |
| Najmniejsza szerokość drogi w liniach rozgraniczających poza terenem zabudowy [m]                   | jednojezdniowej                                                                                     | 2 pasy ruchu                                                                                        | 25      | 25      | 25      |
| Najmniejsza szerokość drogi w liniach rozgraniczających poza terenem zabudowy [m]                   | dwujezdniowej                                                                                       | 4 pasy ruchu                                                                                        | 35      | 35      | 35      |
| Szerokość pasa ruchu [m]                                                                            | na terenie zabudowy                                                                                 | na terenie zabudowy                                                                                 | 3,5     | 3,5     | –       |
| Szerokość pasa ruchu [m]                                                                            | poza terenem zabudowy                                                                               | poza terenem zabudowy                                                                               | 3,0–3,5 | 3,0–3,5 | 3,0–3,5 |
| Minimalne odległości między skrzyżowaniami [m]                                                      | na terenie zabudowy                                                                                 | na terenie zabudowy                                                                                 | 500     | 500     | –       |
| Minimalne odległości między skrzyżowaniami [m]                                                      | poza terenem zabudowy                                                                               | poza terenem zabudowy                                                                               | 800     | 800     | 800     |
| Największa długość odcinka prostego [m]                                                             | Największa długość odcinka prostego [m]                                                             | Największa długość odcinka prostego [m]                                                             | –       | 1000    | 1200    |
| Najmniejsza długość odcinka prostego między odcinkami krzywoliniowymi o zgodnym kierunku zwrotu [m] | Najmniejsza długość odcinka prostego między odcinkami krzywoliniowymi o zgodnym kierunku zwrotu [m] | Najmniejsza długość odcinka prostego między odcinkami krzywoliniowymi o zgodnym kierunku zwrotu [m] | –       | 250     | 300     |
| Szerokość pobocza gruntowego [m]                                                                    | Szerokość pobocza gruntowego [m]                                                                    | Szerokość pobocza gruntowego [m]                                                                    | 1,25    | 1,25    | 1,25    |
| Szerokość pobocza utwardzonego [m]                                                                  | Szerokość pobocza utwardzonego [m]                                                                  | Szerokość pobocza utwardzonego [m]                                                                  | 2,0     | 2,0     | 2,0     |
| Minimalna odległość chodnika od krawędzi jezdni [m]                                                 | Minimalna odległość chodnika od krawędzi jezdni [m]                                                 | Minimalna odległość chodnika od krawędzi jezdni [m]                                                 | 3,5     | 3,5     | 3,5     |
| Minimalna wysokość skrajni drogi [m]                                                                | Minimalna wysokość skrajni drogi [m]                                                                | Minimalna wysokość skrajni drogi [m]                                                                | 4,6     | 4,6     | 4,6     |